# Theodor von Baumann (Jurist)
Johann Friedrich Theodor Baumann, seit 1828 von Baumann (* 24. Juni 1768 in Bodenteich, Kurfürstentum Braunschweig-Lüneburg; † 14. Oktober 1830 in Posen) war ein königlich preußischer Jurist und Beamter. Zuletzt war er Oberpräsident der Provinz beziehungsweise des Großherzogtums Posen.

## Leben
Der Sohn des Pastors und Superintendenten Hardwig Ludwig Baumann (1722–1786). Er erhielt seine schulische Bildung am Gymnasium in Salzwedel. Anschließend kam er an die Universität nach Göttingen.
Baumann trat 1789 in den Staatsdienst ein. Im Jahr 1793 kam er als Assessor an das Hofgericht in Bromberg. Zwei Jahre später wurde er Rat der südpreußischen Regierung in Thorn. 1796 wurde Baumann zum Oberrichter in Warschau ernannt. Im Jahr 1806 wurde er zum Geheimen Justizrat ernannt. Seit 1810 war er Geheimer Regierungsrat in Liegnitz. Danach amtierte Baumann von 1816 bis 1818 als Vizepräsident der Regierung in Posen. Zwischen 1818 und 1824 war er Regierungspräsident in Königsberg.
Von 1825 bis 1830 war er Oberpräsident von Posen. In der verwaltungsinternen Debatte über die Kompetenzen der Oberpräsidenten sah er in diesem Amt wie auch Magnus Friedrich von Bassewitz oder Moritz Haubold von Schönberg keine eigenständige Zwischeninstanz zwischen Zentralregierung und Regierungspräsidenten. Eine andere Gruppe dagegen plädierte für eine größere Unabhängigkeit der Provinzen.
Der Historiker Manfred Laubert beurteilt Baumann in seiner Funktion als Oberpräsident als „geistloser Bürokrat reinsten Wassers“ und „konfliktscheu“. Im Neuen Preussischen Adels-Lexicon von 1836 wird er hingegen als „verdienstvolle[r] [...] Staatsbeamter“ gewürdigt.
Baumann war Freimaurer. Er blieb unverheiratet.
Er hinterließ einen Sohn, den Regierungsreferendar Johann von Baumann und eine Tochter Jeannette (Johanna) (1802–1855), die den General Heinrich von Reitzenstein heiratete.

## Auszeichnungen
Theodor von Baumann erhielt 1817 den Roten Adlerorden 3. Klasse. Im Jahr 1823 bekam er auch den  Roten Adlerorden 2. Klasse. Am 3. November 1828 wurde Baumann in Berlin in den preußischen Adelsstand erhoben.